# Urby Emanuelson
Urby Emanuelson (født 16. juni 1986 i Amsterdam, Holland) er en hollandsk fodboldspiller (venstre back), hos FC Utrecht. Tidligere har han spillet for blandt andet Ajax Amsterdam, AC Milan, Roma, Fulham og Sheffield Wednesday.

## Landshold
Emanuelson står (pr. april 2018) noteret for 16 kampe for Hollands landshold, som han debuterede for den 16. august 2006 i et opgør mod Irland.

## Titler
Hollands pokalturnering
- 2006, 2007 og 2010 med Ajax Amsterdam